# Crotto
(Anonimo, 1781)
Un crotto, chiamato anche grotto nella Svizzera italiana e crott (oppure crot) in lingua lombarda, è una cavità naturale tipica delle regioni montuose delle Alpi, in particolare delle zone del lago di Como, della Valchiavenna e del Canton Ticino.

## Geologia
I crotti sono anfratti naturali che penetrano entro i resti di antiche frane staccatesi in un lontano passato dai versanti della vallata. Il più famoso di questi sicuramente è l'anfratto della Caurga, nei pressi di Chiavenna.
All'interno dei crotti, tra gli spiragli dei massi, spira costantemente una corrente d'aria fredda che proviene dalle viscere dei monti, chiamata localmente Sorèl, e che si mantiene alla temperatura costante di circa 8 gradi Celsius sia in estate, che in inverno, creando un ambiente ideale per la maturazione del vino e la stagionatura dei salumi, preservando al meglio la qualità degli alimenti.
La Valchiavenna, la seconda grande valle della provincia di Sondrio, e la stessa area di Chiavenna, che in Italia sono riconosciute come le zone più tipiche di tale fenomeno, sono anche ricche di fenomeni di origine fluvioglaciale quali, ad esempio, le Marmitte dei Giganti.

## I crotti nella cultura
In virtù di queste caratteristiche naturali, i crotti sono stati e sono ancora comunemente usati per conservare cibi, bresaola e formaggi in particolar modo, e vini. In molti casi ospitano taverne che offrono prodotti tipici locali quali gli gnocchetti di Chiavenna (gli gnocchetti bianchi), la polenta taragna, la polenta uncia e la bresaola. Per la sua importanza nella gastronomia e nell'etnografia del territorio, il crotto è stato legato a feste di tradizione popolare, collegate appunto al suo nome.

### Feste dei crotti
- La più importante manifestazione, nata nel 1956 e denominata Sagra dei Crotti, si svolge ogni anno a Chiavenna durante il primo ed il secondo week-end di settembre. Il successo della Sagra dei Crotti è enorme e attira ogni anno circa 30.000 persone dall'Italia e dall'estero.
- A Stazzona, comune sulla riva occidentale del ramo nord del Lago di Como, ogni anno si tiene per tutto il mese di agosto la locale "Sagra dei crotti".
- Ad Albavilla, in provincia di Como, si svolge, il primo e il secondo weekend di ottobre, la manifestazione "Festa dei Crotti & dell'Uva".